# ドニプロへのミサイル攻撃
ドニプロへのミサイル攻撃（ドニプロへのミサイルこうげき）は、2022年ロシアのウクライナ侵攻において、2022年7月15日にロシア軍が行ったウクライナのドニプロへのミサイル攻撃を指す。これにより、4人が死亡、16人が負傷した。市内にあるウクライナ最大の宇宙プラントを目標とした攻撃だという。
ドニプロは、カスピ海北部から爆撃機Tu-95が発射したミサイルX-101により攻撃された。初期データによれば、ロケット弾8発が発射されたとされ、そのうち4発がウクライナ空軍に撃墜された。ミサイル1発の費用は1300万ドルとされる（ミサイル8発で1億ドル以上の費用がロシアにかかっている）。
ミサイルの一部がユージュマシュの施設に直撃した。攻撃により、市内の水供給が被害を受け、市民の一部が水供給を受けられなくなった。また、10台以上の車が被害を受け、住宅のドアや窓が破壊された。

## 背景
ドニプロは前線から100キロメートルのところにあり、ドニプロペトロウシク州は、ほぼ毎日砲撃されている。ドニプロは6月末にも砲撃されていた。

## 被害者
4人が死亡し、そのうちの1人は市内のバス運転手だった。初日には15人が負傷したと報じられたが、翌日には16人に増加した。